# 宝塚をどり讃歌
『宝塚をどり讃歌』（たからづかおどりさんか）は宝塚歌劇団の舞台作品。
1987年の形式名は「宝塚レビュー」で12場。1989年は三菱スペシャル・イベント『TAKARAZAZUKA』の第1部。
1987年は雪組公演、1989年は全組から選抜生徒による。
作・演出は植田紳爾。
1987年の併演作品は『サマルカンドの赤いばら』、1989年の併演作品は『タカラヅカ・フォーエバー』（『TAKARAZUKA』の第2部）。

## 概要
※『宝塚歌劇100年史（舞台編）』の宝塚大劇場公演を参考にした。
春日野八千代の勲四等宝冠章受章を記念して制作された日本物のレビュー。洋楽で日本舞踊を踊る"宝塚をどり"こそ宝塚歌劇の原点、宝塚が世界に誇れるもの、という思いを込め、"宝塚をどり"讃歌を作りたいというところが出発点であった。

## 公演期間と公演場所
- 1987年3月26日 - 5月12日 宝塚大劇場（第73期生初舞台公演）
- 1987年7月4日 - 7月29日 東京宝塚劇場
- 1989年10月25日 - 10月29日 ラジオ・シティ・ミュージック・ホール（ニューヨーク・ラジオシティ公演）

## スタッフ（宝塚・東京）
※氏名の後ろに「宝塚」、「東京」の文字がなければ両公演共通。
- 作曲・編曲：寺田瀧雄
- 編曲：入江薫
- 音楽指揮：野村陽児（宝塚）、大谷肇（東京）
- 振付：花柳寿輔、花柳萩、西川左近、西崎真由美
- 謡曲：観世栄夫
- 狂言：茂山忠三郎
- 邦楽：大和久満
- 鳴物：望月太明蔵
- 装置：渡辺正男
- 衣装：所治海、中川菊枝
- 照明：今井直次
- 小道具：上田特市
- 効果：扇野信夫
- 音響監督：松永浩志
- 演技監督：美吉左久子
- 演出助手：谷正純、日比野桃子
- 製作担当：横山美次（東京）
- 制作：山田謙治（バスケットボール選手ではない）

## 主な配役

### 宝塚・東京
宝塚
- 幻花の男、鳶頭 - 春日野八千代
- 踊る女 - 松本悠里
- 瞽女（ゴゼ）、芸者、踊る女 - 城火呂絵
- 若衆、歌手、東の男、踊る男 - 平みち
- 娘、花の歌手、踊る女 - 神奈美帆
- 歌手、西の男、祭の男、踊る男 - 杜けあき
- 歌手、踊る女 - 銀あけみ
- 東の従者、踊る男 - 真咲佳子
- 老松、踊る男 - 沙羅けい
- 芸者、踊る女 - 鳩笛真希
- 踊る男 - 裕ゆたか
- 東の従者、祭の男、踊る男 - 北斗ひかる
- 西の従者、踊る男 - 箙かおる
- 桜の若衆 - 奈々央とも
- あやめの若衆 - 飛鳥裕
- 踊る女 - 花鳥いつき
- 藤の娘 - 仁科有理
- 踊る女 - 明都ゆたか
- 出語りソロ① - 文月玲
- 藤の娘 - 小乙女幸、早原みゆ紀
- 西の従者、歌う若衆、踊る男 - 一路真輝
- 歌手 - 光木裕、桂あさひ、秋野里実
- 出語りソロ② - 高嶺ふぶき

東京の変更点
- 第二場の初舞台口上は削除
- 第七場・月の抄 西の従者 - 箙かおる、慶一花
- 第十場・この道は 歌う若衆 - 箙かおる

### ニューヨーク公演
- 紅葉の美女、情念の女 - 松本悠里
- 紅葉の若衆、天平の男、桜の若衆 - 大浦みずき
- 雪月花の女、天平の女 - ひびき美都
- 雪月花の男 - 紫苑ゆう
- 雪月花の女、天平の女 - こだま愛
- 琴の娘 - 梢真奈美
- 鼓言女 - 美月亜優